# إنيولا بادموس
إنيولا بادموس (بالإنجليزية: Eniola Badmus) (مواليد 7 سبتمبر 1983)، هي مُمثلة نيجيرية.

## روابط خارجية
إنيولا بادموس على موقع IMDb (الإنجليزية)